# Sauviac (Gers)
Sauviac település Franciaországban, Gers megyében. Lakosainak száma 105 fő (2022. január 1.). Sauviac Viozan, Lagarde-Hachan, Montaut, Saint-Élix-Theux és Saint-Michel községekkel határos.

## Népesség
A település népessége az elmúlt években az alábbi módon változott:
| Lakosok száma | 148  | 130  | 132  | 115  | 112  | 109  | 108  | 106  | 107  | 105  |
|               | 1968 | 1982 | 1990 | 2006 | 2013 | 2015 | 2017 | 2019 | 2020 | 2022 |